# Аутобест
Аутобест је међународни специјализовани жири састављен од 31 новинара из исто толико земаља Европе чији је задатак да изаберу најбољи аутомобил године. Из сваке земље долази по један новинар који је специјализован за аутомобилизам. Србију у жирију представља Младен Алвировић.

## Правила
Специфичност Аутобеста јесте избор аутомобила који је најбољи за купца, а не технолошки напредан аутомобил. Оцењују се модели у укупно 13 категорија међу којима су цена, дизајн, безбедност, возне карактеристике попут стабилности и комфора, техничке карактеристике попут потрошње и еколошке прихватљивости, распрострањеност продајно сервисне мреже, расположивост и цене делова. У избору за аутомобил године могу учествовати само аутомобили чија је вредност до 20.000 евра.
Аутобест је основан 2000. године. У почетку жири је био састављен из земаља централне и источне Европе, а то су Бугарска, Грчка, Кипар, Мађарска, Македонија, Пољска, Румунија, Русија, Словачка, Словенија, Србија, Турска, Украјина, Хрватска и Чешка. Од 2015. године придружује се 11 земаља западне Европе, а то су Аустрија, Белгија, Ирска, Италија, Норвешка, Португалија, Уједињено Краљевство, Француска, Холандија, Шведска и Шпанија.
Финална тест вожња се од 2011. до 2015. године одржавала у центру НАВАК у Србији.

## Победници
| - 2002. – Шкода фабија седан - 2003. – Ситроен Ц3 - 2004. – Фијат панда - 2005. – Дачија логан - 2006. – Кија рио - 2007. – Опел корса - 2008. – Фијат линеа - 2009. – Рено симбол - 2010. – Шевролет круз - 2011. – Дачија дастер | - 2012. – Хјундаи елантра - 2013. – Форд б-макс - 2014. – Хјундаи i10 - 2015. – Опел корса - 2016. – Фијат типо - 2017. – Сеат атека - 2018. – Ситроен Ц3 еркрос - 2019. – Ситроен берлинго - 2020. – Опел корса Ф - 2021. – Сеат леон IV |